# (36282) 2000 CT98
(36282) 2000 CT98 est un astéroïde aréocroiseur découvert en 2000.

## Description
(36282) 2000 CT98 a été découvert le 8 février 2000 à l'observatoire de Kitt Peak, situé dans l'Arizona (États-Unis), par le projet Spacewatch de l’université de l'Arizona.

### Caractéristiques orbitales
L'orbite de cet astéroïde est caractérisée par un demi-grand axe de 2,23 ua, un périhélie de 1,65 ua, une excentricité de 0,26 et une inclinaison de 6,90° par rapport à l'écliptique. Du fait de ces caractéristiques, à savoir un demi-grand axe inférieur à 3,2 ua et un périhélie compris entre 1,3 et 1,666 ua, il croise l'orbite de Mars et est classé, selon la JPL Small-Body Database, comme astéroïde aréocroiseur (aréo venant de Arès).

### Caractéristiques physiques
(36282) 2000 CT98 a une magnitude absolue (H) de 15,3 et un albédo estimé à 0,268.